# Olympic Project for Human Rights
Das Olympic Project for Human Rights (OPHR) ist eine schwarze Menschenrechtsorganisation aus den Vereinigten Staaten, die im Herbst 1967 von dem Schwarzen Sport- und Soziologieprofessor Harry Edwards (San José State University) gegründet wurde.
Zu den bekanntesten Mitgliedern gehörte der mehrfache Weltrekordhalter in der Leichtathletik Tommie Smith und der Bronzemedaillengewinner von Mexiko John Carlos, die auf dem Siegerpodest in Mexiko mit einer Holzkette, die an die Sklaverei erinnern sollte, einem Olivenzweig und mit der sogenannten Black-Panther-Faust gegen den Rassismus demonstrierten.
1968 rief die Organisation alle schwarzen Sportler auf, die Olympischen Spiele von Mexiko zu boykottieren.
Zu den zentralen Forderungen der OPHR gehörten:
- 1. Die Rückgabe des Weltmeistertitels an Muhammad Ali.

Dem Boxweltmeister war zuvor der Titel abgenommen worden, weil er den Wehrdienst verweigert hatte.
- 2. Die Absetzung des IOC-Präsidenten Avery Brundage.

Für seinen Einsatz für die Teilnahme der USA an den Olympischen Spielen 1936 im Dritten Reich stand er in der Kritik.
- 3. Der Ausschluss der Apartheid-Staaten Südafrika und Rhodesien von den Spielen.

## Fotos
- Button: Olympic Project for Human Rights